# Mark Paterson (Segler)
William Henry Mark Paterson (* 24. September 1947 in Auckland; † 5. August 2022 ebenda) war ein neuseeländischer Regattasegler.

## Werdegang
Mark Paterson begann im Alter von 10 Jahren mit dem Segeln im Kohimarama Yacht Club. Von 1961 bis 1963 gewann Paterson den Tanner Cup. 
Bei den Olympischen Spielen 1976 in Montreal wurde er mit Brett Bennett in der 470er Regatta Fünfter. Bei den Weltmeisterschaften im Folgejahr gewann Paterson zusammen mit David Mackay in der gleichen Bootsklasse die Bronzemedaille. 1979 qualifizierte sich das Duo für die Olympischen Sommerspiele 1980, wo es jedoch aufgrund des Boykotts Neuseelands nicht startete. 
Beruflich war Paterson als Apotheker tätig und kaufte eine Apotheke in Meadowbank, einem Vorort von Auckland.